# From Sarah with Love
Singles de Sarah Connor
French Kissing One Nite Stand (Of Wolves And Sheep) (featuring Wyclef Jean)
Pistes de Green Eyed Soul
Magic Ride (Whatever U Wish 4) (featuring TQ) Make U High
From Sarah with Love est une ballade soul/pop de la chanteuse allemande Sarah Connor. C'est le troisième single de son premier album intitulé "Green Eyed Soul", il est sorti le 5 novembre 2001 dans tout l'Europe Centrale.
La chanson s'est hissée à la première place du classement en Allemagne, au Portugal et en Suisse, ce qui fait que cette chanson est le plus grand succès de la carrière de Sarah Connor.
"From Sarah with Love" a été sélectionnée dans la catégorie "Meilleure Chanson Nationale - Rock/Pop" en 2002 lors de la cérémonie ECHO Awards et a été certifiée disque de platine par IFPI en Allemagne.

## Track listings et formats
CD single
1. From Sarah with Love (Radio Version)
2. From Sarah with Love (Kayrob Dance Mix)
3. Man of My Dreams

## Classements
| Charts (2001)     | Peak position |
| ----------------- | ------------- |
| Autriche          | 2             |
| Belgique Flanders | 6             |
| Belgique Wallonie | 6             |
| Pays Bas          | 9             |
| Finlande          | 3             |
| Allemagne         | 1             |
| Norvège           | 14            |
| Portugal          | 1             |
| Suède             | 38            |
| Suisse            | 1             |